# Championnats pan-pacifiques 1991
Navigation
Édition précédente Édition suivante
Les 4es Championnats pan-pacifiques se déroulent à Edmonton ( Canada), du 22 au 25 août 1991. 

## Tableau des médailles
| Rang | Nation           | Or | Argent | Bronze | Total |
| ---- | ---------------- | -- | ------ | ------ | ----- |
| 1    | États-Unis       | 25 | 13     | 10     | 48    |
| 2    | Australie        | 7  | 13     | 9      | 29    |
| 3    | Canada           | 1  | 4      | 3      | 8     |
| 4    | Nouvelle-Zélande | 1  | 1      | 1      | 3     |
| 5    | Japon            | 0  | 3      | 9      | 12    |
| 6    | Chine            | 0  | 0      | 1      | 1     |
| 6    | Costa Rica       | 0  | 0      | 1      | 1     |
|      | Total            | 34 | 34     | 34     | 102   |

## Podiums

### Hommes
| Épreuves           | Or                                                              | Or             | Argent          | Argent         | Bronze           | Bronze         |
| ------------------ | --------------------------------------------------------------- | -------------- | --------------- | -------------- | ---------------- | -------------- |
| Nage libre         |                                                                 |                |                 |                |                  |                |
| 50 m               | Tom Jager                                                       | 22 s 21        | Matt Biondi     | 22 s 30        | Darren Lange     | 23 s 00        |
| 100 m              | Matt Biondi                                                     | 49 s 72        | Chris Fydler    | 50 s 21        | Shaun Jordan     | 50 s 38        |
| 200 m              | Ian Brown                                                       | 1 min 49 s 48  | Joe Hudepohl    | 1 min 49 s 63  | Darren Ward      | 1 min 50 s 89  |
| 400 m              | Kieren Perkins                                                  | 3 min 50 s 08  | Ian Brown       | 3 min 50 s 74  | Dan Jorgensen    | 3 min 54 s 13  |
| 800 m              | Kieren Perkins                                                  | 7 min 50 s 68  | Kurt Eldridge   | 8 min 04 s 02  | Matt Hooper      | 8 min 04 s 63  |
| 1 500 m            | Kieren Perkins                                                  | 14 min 59 s 79 | Kurt Eldridge   | 15 min 22 s 87 | Matt Hooper      | 15 min 26 s 57 |
| Dos                |                                                                 |                |                 |                |                  |                |
| 100 m              | Jeff Rouse                                                      | 54 s 67        | Mark Tewksbury  | 55 s 19        | Jeff Thibault    | 55 s 93        |
| 200 m              | Jeff Rouse                                                      | 2 min 00 s 85  | Kevin Draxinger | 2 min 01 s 03  | Hajime Itoi      | 2 min 01 s 94  |
| Brasse             |                                                                 |                |                 |                |                  |                |
| 100 m              | Mike Barrowman                                                  | 1 min 02 s 02  | Phil Rogers     | 1 min 02 s 09  | Akira Hayashi    | 1 min 02 s 14  |
| 200 m              | Mike Barrowman                                                  | 2 min 11 s 96  | Hiroshi Fujieda | 2 min 14 s 78  | Eric Wunderlich  | 2 min 15 s 43  |
| Papillon           |                                                                 |                |                 |                |                  |                |
| 100 m              | Matt Biondi                                                     | 54 s 24        | Marcel Gery     | 54 s 27        | Mark Henderson   | 54 s 32        |
| 200 m              | Melvin Stewart                                                  | 1 min 57 s 92  | David Wharton   | 1 min 59 s 98  | Keiichi Kawanaka | 2 min 00 s 99  |
| 4 nages            |                                                                 |                |                 |                |                  |                |
| 200 m              | Gary Anderson                                                   | 2 min 02 s 93  | Eric Namesnik   | 2 min 03 s 06  | David Wharton    | 2 min 03 s 63  |
| 400 m              | Eric Namesnik                                                   | 4 min 18 s 40  | David Wharton   | 4 min 22 s 92  | Matthew Dunn     | 4 min 24 s 06  |
| Relais             |                                                                 |                |                 |                |                  |                |
| 4x100 m nage libre | États-Unis Shaun Jordan Tom Jager Jon Olsen Matt Biondi         | 3 min 19 s 22  | Australie       | 3 min 21 s 12  | Canada           | 3 min 23 s 71  |
| 4x200 m nage libre | États-Unis Troy Dalbey Dan Jorgensen Joe Hudepohl Jon Olsen     | 7 min 19 s 77  | Australie       | 7 min 23 s 11  | Canada           | 7 min 28 s 35  |
| 4x100 m 4 nages    | États-Unis Jeff Rouse Mike Barrowman Mark Henderson Matt Biondi | 3 min 37 s 15  | Canada          | 3 min 40 s 64  | Australie        | 3 min 43 s 92  |

### Femmes
| Épreuves           | Or                                                                          | Or             | Argent                 | Argent         | Bronze          | Bronze         |
| ------------------ | --------------------------------------------------------------------------- | -------------- | ---------------------- | -------------- | --------------- | -------------- |
| Nage libre         |                                                                             |                |                        |                |                 |                |
| 50 m               | Jenny Thompson                                                              | 25 s 77        | Angel Martino          | 25 s 86        | Toni Jeffs      | 26 s 21        |
| 100 m              | Angel Martino                                                               | 55 s 34        | Nicole Haislett        | 55 s 63        | Susie O'Neill   | 56 s 12        |
| 200 m              | Nicole Haislett                                                             | 2 min 00 s 31  | Janet Evans            | 2 min 00 s 64  | Suzu Chiba      | 2 min 00 s 71  |
| 400 m              | Janet Evans                                                                 | 4 min 10 s 45  | Kim Small              | 4 min 12 s 57  | Suzu Chiba      | 4 min 15 s 35  |
| 800 m              | Janet Evans                                                                 | 8 min 28 s 69  | Kim Small              | 8 min 36 s 30  | Donna Procter   | 8 min 39 s 31  |
| 1 500 m            | Janelle Elford                                                              | 16 min 26 s 27 | Phillippa Langrell     | 16 min 26 s 44 | Brook Ayre      | 16 min 40 s 79 |
| Dos                |                                                                             |                |                        |                |                 |                |
| 100 m              | Janie Wagstaff                                                              | 1 min 01 s 00  | Nicole Livingstone     | 1 min 01 s 95  | Silvia Poll     | 1 min 02 s 75  |
| 200 m              | Anna Simcic                                                                 | 2 min 10 s 79  | Nicole Livingstone     | 2 min 11 s 33  | Janie Wagstaff  | 2 min 11 s 39  |
| Brasse             |                                                                             |                |                        |                |                 |                |
| 100 m              | Linley Frame                                                                | 1 min 09 s 98  | Samantha Riley         | 1 min 10 s 05  | Kelli King      | 1 min 10 s 68  |
| 200 m              | Kristine Quance                                                             | 2 min 27 s 55  | Samantha Riley         | 2 min 32 s 20  | Kyoko Kasuya    | 2 min 32 s 53  |
| Papillon           |                                                                             |                |                        |                |                 |                |
| 100 m              | Susie O'Neill                                                               | 59 s 93        | Crissy Ahmann-Leighton | 1 min 00 s 08  | Yoko Kando      | 1 min 00 s 39  |
| 200 m              | Summer Sanders                                                              | 2 min 09 s 84  | Helen Morris           | 2 min 10 s 84  | Yoko Kando      | 2 min 11 s 35  |
| 4 nages            |                                                                             |                |                        |                |                 |                |
| 200 m              | Summer Sanders                                                              | 2 min 14 s 04  | Nicole Haislett        | 2 min 16 s 53  | Jacque McKenzie | 2 min 16 s 96  |
| 400 m              | Summer Sanders                                                              | 4 min 41 s 46  | Kristine Quance        | 4 min 45 s 40  | Lin Li          | 4 min 48 s 27  |
| Relais             |                                                                             |                |                        |                |                 |                |
| 4x100 m nage libre | États-Unis Angel Martino Whitney Hedgepeth Jenny Thompson Nicole Haislett   | 3 min 43 s 67  | Japon                  | 3 min 44 s 40  | Australie       | 3 min 49 s 21  |
| 4x200 m nage libre | États-Unis Nicole Haislett Whitney Hedgepeth Janet Evans Sarah Anderson     | 8 min 03 s 70  | Japon                  | 8 min 12 s 20  | Australie       | 8 min 13 s 08  |
| 4x100 m 4 nages    | États-Unis Janie Wagstaff Kelli King Crissy Ahmann-Leighton Nicole Haislett | 4 min 05 s 98  | Australie              | 4 min 08 s 79  | Japon           | 4 min 12 s 91  |